# Respirador artificial

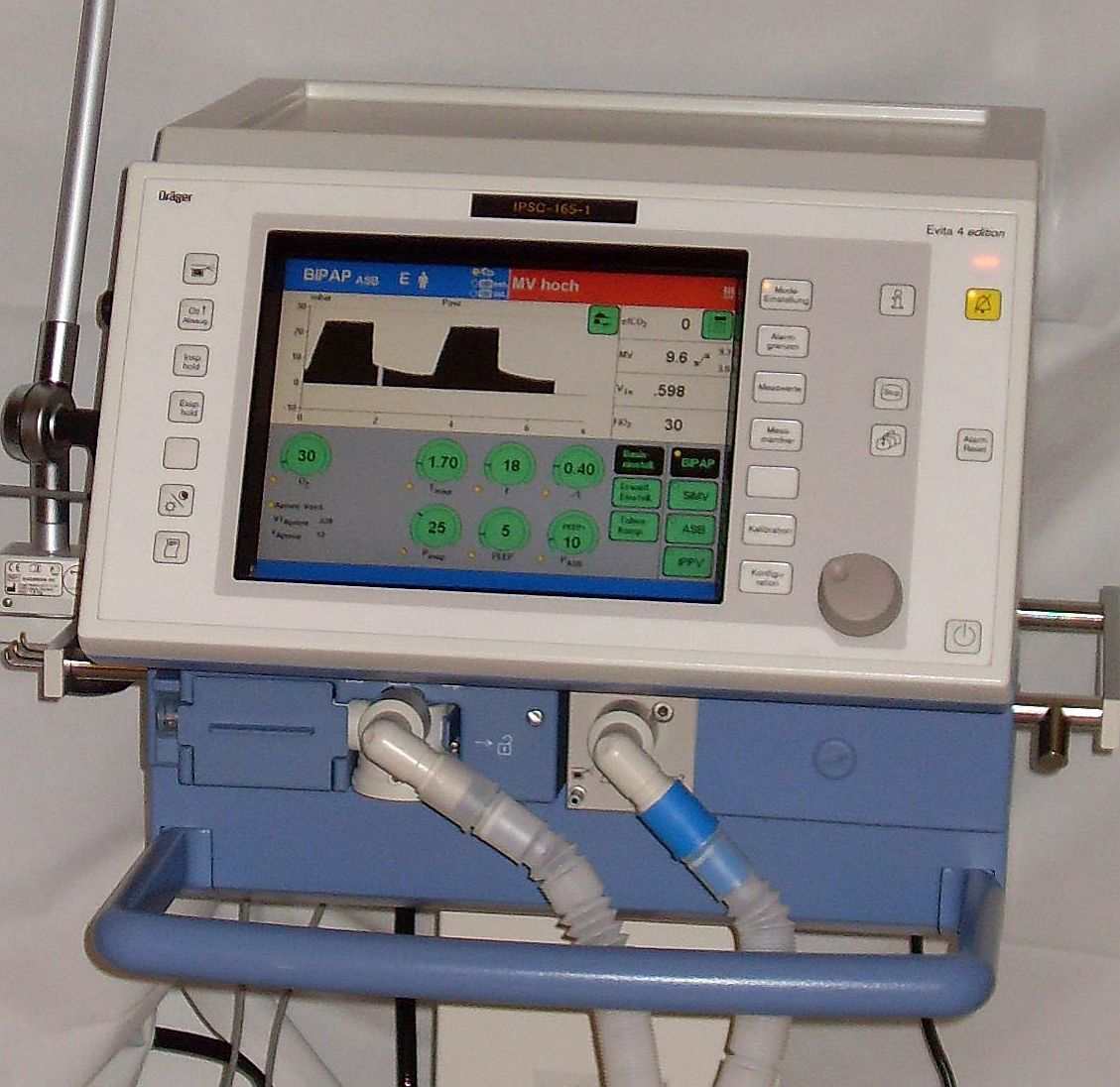
Ventilador mecánico o respirador «Evita4» de la marca Dräger en una Unidad de cuidados intensivos.

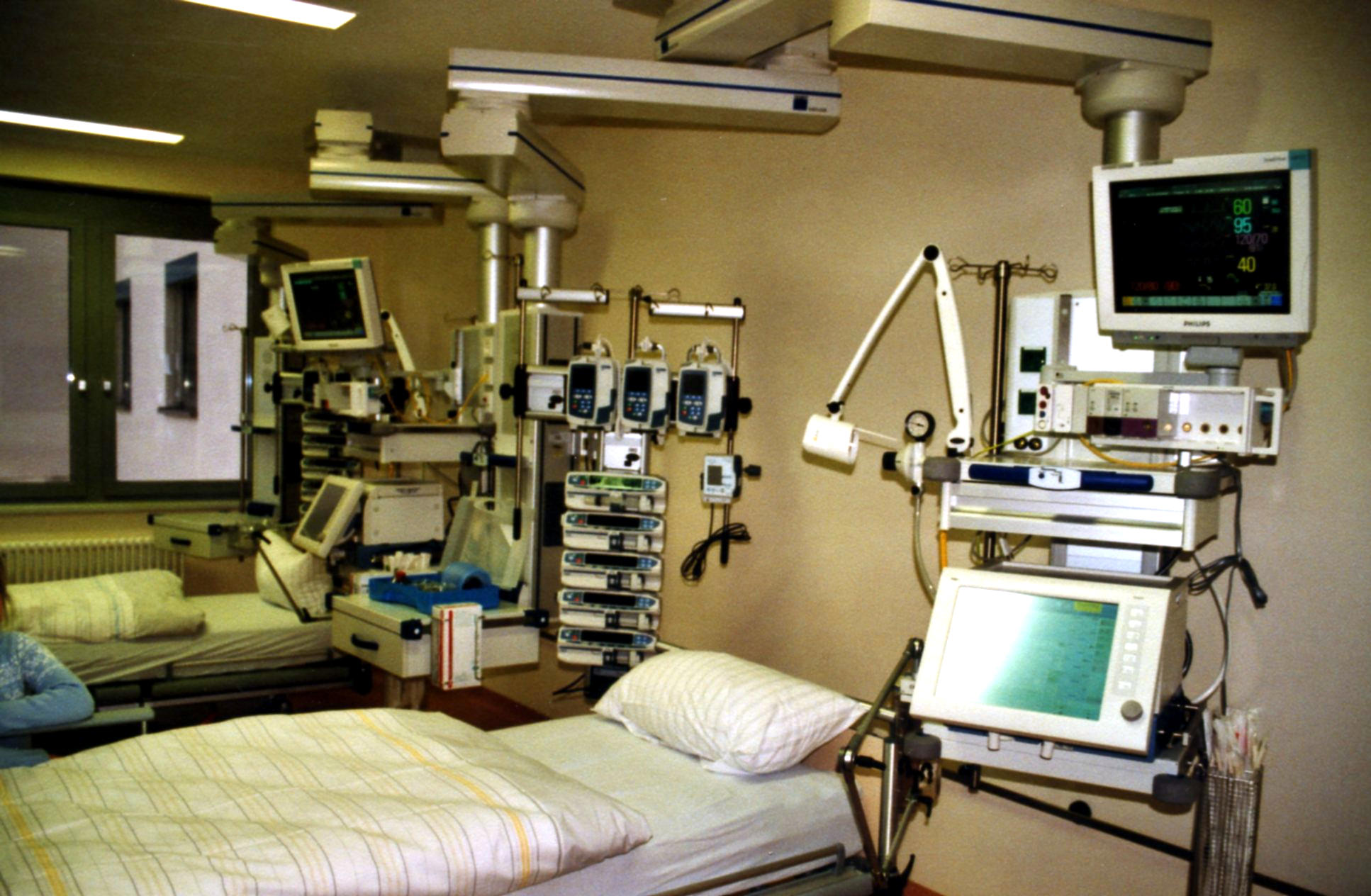
Unidad de cuidados intensivos (UCI) de un hospital con los ventiladores mecánicos al lado de las camas.

Un ventilador mecánico o respirador es una máquina, de accionamiento eléctrico —controlado mediante microprocesador— electromagnético o neumático, que suple la ventilación pulmonar espontánea por una ventilación mecánica en personas con una insuficiencia respiratoria, ya sea aguda o crónica. El gas de respiración suele estar enriquecido con oxígeno.
Los ventiladores se utilizan principalmente con pacientes enfermos en unidades de cuidados intensivos hospitalarias, aunque también pueden ser portátiles —ambulancias y urgencias— y domésticos —para su uso en domicilios—. Los dispositivos anestésicos son también ventiladores especializados.
Los ventiladores pueden ser invasivos y no invasivos. Los ventiladores no invasivos se aplican a pacientes con problemas respiratorios menos graves y bastan unas mascarillas ajustadas a la boca y nariz para facilitar la respiración. Sin embargo los ventiladores invasivos para los casos más graves necesitan intubación —a través de la tráquea—. La intubación impide que los enfermos puedan hablar lo que dificulta su comunicación.

## Composición y funcionamiento básico
En su forma más simple, un ventilador moderno de presión positiva consta de los siguientes elementos que deben ser monitoreados regularmente:
- Turbina o depósito de compresión.
- Fuente de aire y oxígeno.
- Conjunto de válvulas y tubos.
- Equipo o circuito de conexión al paciente, desechable o reutilizable.

El ventilador médico introduce y extrae el aire de los pulmones con el fin de suplir la ventilación pulmonar espontánea. Los ventiladores actuales operan automáticamente, si bien en circunstancias en que no se dispone de ellos, es posible realizar la ventilación mediante una máscara o bolsa con válvula o mediante ventilación manual.
El depósito de aire es comprimido neumáticamente varias veces por minuto para proporcionar al paciente aire circundante o, en la mayoría de los casos, una mezcla de aire y oxígeno. Si se usa una turbina, la misma impulsa aire a través del ventilador, que tiene una válvula de flujo que ajusta la presión según parámetros específicos del paciente. Al liberar el exceso de presión, el paciente exhala pasivamente debido a la elasticidad de los pulmones, y el aire exhalado sale generalmente por una válvula que permite su paso en una sola dirección. El contenido de oxígeno del gas inspirado se puede ajustar desde un 21 % (aire ordinario) a un 100 % (oxígeno puro). Las características de presión y flujo se pueden ajustar de forma mecánica o electrónica.
Los ventiladores también pueden venir equipados con sistemas de monitoreo y alarma en cuanto a los parámetros del paciente (por ejemplo, presión, volumen y flujo), y también en cuanto a la función del ventilador (por ejemplo, fugas de aire, cortes de energía, fallas mecánicas), baterías de emergencia, tanques de oxígeno, y control remoto. Hoy en día, el sistema neumático suele sustituirse por una turbina de operación computarizada.
Los ventiladores modernos son controlados electrónicamente por un pequeño sistema embebido que permite adaptar con exactitud las características de presión y flujo a las necesidades de cada paciente. Poder afinar la configuración del respirador también permite hacer la ventilación más tolerable y cómoda para el paciente. En algunos países (Alemania, Canadá y Estados Unidos) existen terapeutas respiratorios, responsables de ajustar estos valores, mientras que los técnicos biomédicos se encargan de su mantenimiento.
El equipo o circuito del paciente por lo general consiste de un conjunto de tres tubos de plástico ligeros y resistentes, separados por función (por ejemplo: aire inhalado, presión del paciente, aire exhalado). De acuerdo con el tipo de ventilación que se necesite, el extremo del circuito que se conecta al paciente puede ser invasivo o no invasivo.
Los métodos no invasivos, adecuados para los pacientes que solo requieren un respirador durante el sueño y el descanso, usan principalmente una mascarilla nasal. Los métodos invasivos requieren intubación, que en pacientes que dependerán del respirador por largo tiempo, será generalmente una cánula de traqueostomía, que es mucho más cómoda y práctica para el cuidado a largo plazo que la intubación por laringe o nariz. La complejidad y posibles efectos secundarios exigen una monitorización de los ventiladores por los profesionales sanitarios.

## El ventilador mecánico como sistema vital
Se considera el ventilador mecánico como uno de los instrumentos básicos hospitalarios. La falta o el fallo en la respiración natural (insuficiencia respiratoria aguda) puede producir la muerte; asimismo, el fallo en la respiración mecánica también puede afectar al enfermo, por lo que el respirador médico se considera y clasifica como sistema vital. Esta clasificación obliga a tomar las precauciones necesarias para asegurar que los sistemas mecánicos de respiración sean altamente confiables —para evitar poner en peligro al paciente— y suficientes en números para atender las demandas sanitarias de la población.
Por lo general, se tienen mecanismos de respaldo que permiten la respiración manual cuando se interrumpe la energía (por ejemplo, cuando el respirador viene incorporado a una máquina de anestesia). También pueden tener válvulas de seguridad que abren paso al aire circundante cuando se interrumpe la energía, para así tratar de evitar la asfixia de los pacientes que respiran espontáneamente. Algunos sistemas también vienen equipados con tanques de gas comprimido, compresores de aire, y baterías de respaldo, para proporcionar ventilación en caso de cortes de energía o defectos en la fuente de oxígeno, y métodos para operar o pedir ayuda si fallan sus mecanismos o programas.

## Historia y evolución de los ventiladores
Hay antecedentes que se remontan al médico Andrés Vesalio a quien se atribuye la primera ventilación mecánica en 1543.
En 1907, la empresa alemana Dräger diseñó el Pulmotor, un ventilador mecánico a presión positiva con un cilindro de oxígeno o aire comprimido que permitía su funcionamiento. El paciente recibía el gas mediante una mascarilla naso-bucal. Este aparato fue usado como dispositivo de reanimación para bomberos y policías, pero no fue incorporado a los hospitales.
La ventilación mecánica tiene otro hito en 1928, con lo que fue conocido como pulmón de acero (en inglés Iron Lung), una forma de ventilación no invasiva con presión negativa muy utilizado durante la epidemia de la polio.
En 1949, John Emerson desarrolló un ventilador mecánico para la anestesia con la colaboración del departamento de anestesia en la Universidad de Harvard. Los ventiladores mecánicos se comenzaron a utilizar cada vez más en anestesia y cuidados intensivos durante la década de 1950. La necesidad de tratar a los pacientes con poliomielitis y el uso cada vez mayor de los respiradores durante la anestesia, promovió el desarrollo de los respiradores médicos. Los medicamentos anestésicos mejoran las condiciones de operación para el cirujano, pero también paralizan los músculos respiratorios impidiendo la respiración, por lo que se hacía necesaria la ventilación forzada o artificial.

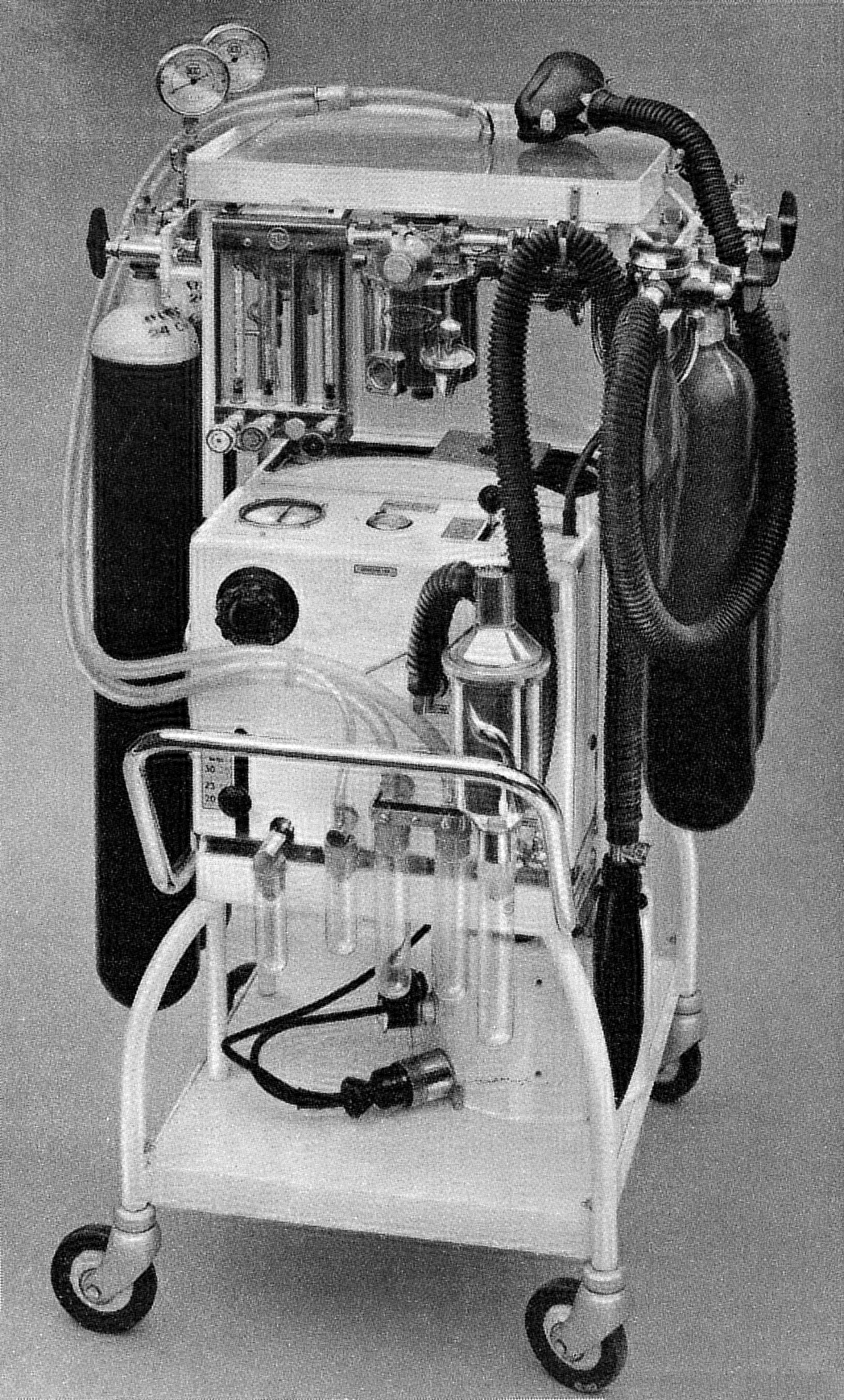
Un ventilador médico de East-Radcliffe.

Los motores eléctricos, necesarios para la activación de los fuelles de ventilación constituían un problema en los quirófanos de ese momento, ya que su uso provocaba un riesgo de explosión debido a la presencia de anestésicos inflamables, tales como éter y ciclopropano. En 1952, Roger Manley, del Westminster Hospital de Londres, desarrolló un ventilador que funcionaba totalmente por medio de gas comprimido, y se convirtió en el modelo más popular en Europa durante cuatro décadas, hasta la introducción de modelos controlados por la electrónica. Este modelo era independiente de la energía eléctrica, y no tenía ningún riesgo de explosión. El modelo original Mark I, se mejoró para convertirse en el Manley Mark II, en colaboración con la empresa Blease, que fabrica miles de estas unidades. Su principio de funcionamiento es muy simple, el flujo de gas de entrada se utiliza para levantar una unidad de fuelle, que retorna a su posición por gravedad, forzando la entrada de los gases en los pulmones del paciente. La presión de la inflación se regula desplazando el peso móvil en la parte superior del fuelle. El volumen de gas introducido se ajusta mediante un control deslizante, lo que limita el recorrido del fuelle. La presión residual al finalizar la espiración también era regulable por un cursor visible en la parte inferior derecha del panel frontal. Esta era una unidad robusta y su disponibilidad alentó la introducción de técnicas de ventilación con presión positiva que fue la tendencia principal en la práctica anestésica europea.
El lanzamiento en 1955 por Forrest Aves del Bird Universal Medical Respirator en Estados Unidos, cambió la forma en se llevaba a cabo la ventilación mecánica. La pequeña caja verde de este respirador se convirtió en una pieza habitual de los equipos médicos. Informalmente, al «respirador Bird 7» se le denominaba simplemente «Bird». Era un dispositivo neumático y por lo tanto no requería energía eléctrica para operar.
En 1971, se introdujo el primer ventilador SERVO 900 (de la empres Elema-Schönander). Era un ventilador electrónico pequeño, silencioso y eficaz, con el famoso sistema de retroalimentación SERVO y con una fácil regulación exacta del volumen de aire, habitualmente enriquecida con oxígeno, que en cada caso se quiere para aportar al paciente.
En 1979, Industrias Sechrist presentó su ventilador Modelo 500A que fue diseñado específicamente para su uso con cámara hiperbárica.
A principios de los años 80, se desarrolló el respirador EV-A de Dräger, que incorporaba microprocesadores para controlar el flujo de gas respiratorio (también para la compensación automática de las fugas); en este caso, la función de los fuelles fue sustituida por válvulas con accionamiento electromagnético, en lugar del anterior mecanismo neumático o eléctrico.
La tendencia que siguió fue la de modelos de ventiladores de amplio uso y versatilidad. En 1991, aparece el ventilador SERVO 300, que permitía ventilar todas las categorías de pacientes, desde recién nacidos hasta adultos, con un único ventilador. Este avance permitió en las UCIs (unidad de cuidados intensivos) de los hospitales, poder tener menos modelos de respiradores en la UCI, en lugar de una serie de diferentes modelos y marcas. En 2001, apareció el SERVO-i, que permitía aún mayor adaptabilidad.

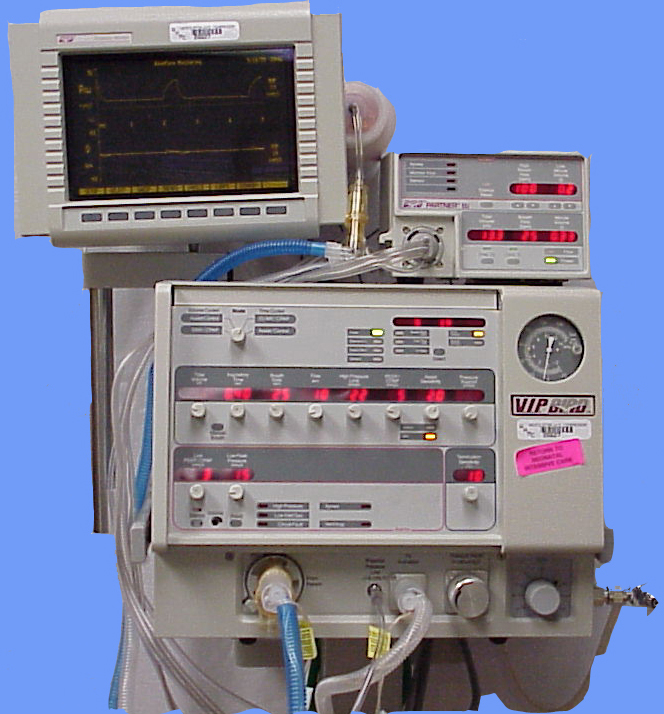
Monitor y cuadro de respirador o ventilador mecánico infantil Bird VIP.

### Ventilador neonatal (para recién nacidos)
Cuando se ventilan los recién nacidos y los bebés, se utilizan ventiladores especiales que protegen contra las presiones excesivas de las vías respiratorias en particular. El primer ventilador adaptado para recién nacidos y niños fue el llamado Baby Pulmotor de Drägerwerke. En 1975, apareció el modelo Babylog 1 de amplia difusión. Los primeros ventiladores especialmente diseñados para los recién nacidos se desarrollaron a finales de la década de 1980. El primer ventilador diseñado exclusivamente para lactantes y prematuros fue el Babylog 8000, que se introdujo en 1989 y funcionaba con válvulas de control digital y una medición precisa del flujo, lo que permitió por primera vez ventilar suavemente a los lactantes prematuros. Aunque a partir de los años 1990 la aparición de modelos versatiles permitió el uso de ventiladores para diferentes edades, se siguen fabricando modelos para recién nacidos como el Babylog 8000 plus.

### Coraza de ventilación bifásica
La coraza de ventilación bifásica (BCV por sus siglas en inglés), es un método de ventilación que requiere que el paciente lleve una coraza superior que se asemeja a la armadura usada por los soldados medievales. La ventilación es bifásica, porque la coraza está conectada a una bomba que controla activamente las dos fases inspiratoria y espiratoria del ciclo respiratorio. Este método también ha sido descrito como ventilación con presión negativa (VPN), Oscilación exterior de pared torácica (ECWO), compresión de pared torácica externa (ECWC) y oscilación externa de alta frecuencia (EHFO). La BCV puede considerarse como un refinamiento del ventilador o respirador conocido como pulmón de acero. La coraza de ventilación bifásica fue desarrollada por el Dr. Zamir Hayek, un pionero en el campo de la ventilación asistida.

## Respuestas ante la escasez de ventiladores por COVID-19
Durante la pandemia de COVID-19 se produjo una escasez de ventiladores médicos ante la afluencia masiva de enfermos con insuficiencia respiratoria y neumonías a los hospitales y a las unidades de cuidados intensivos que requerían el uso de respiradores médicos. Muchos sistemas sanitarios se vieron desbordados por esta pandemia, y no se pudo atender correctamente a muchos pacientes.
Ante la dificultad de conseguir ventiladores surgieron iniciativas conjuntas académicas, tecnológicas, y empresariales, tanto para aumentar la producción en las empresas existentes como para la construcción de respiradores alternativos para uso hospitalario, entre otras, utilizando técnicas de impresión 3D (España, respirador Charrúa en Uruguay).

### Ventiladores de código abierto
Un ventilador de código abierto es un ventilador de situación de desastre hecho con un diseño con licencia libre e, idealmente, componentes y piezas disponibles gratuitamente (hardware libre). Los diseños, los componentes y las piezas pueden ser desde ingeniería inversa hasta creaciones completamente nuevas, los componentes pueden ser adaptaciones de varios productos existentes de bajo costo, y las piezas especiales difíciles de encontrar y / o caras pueden imprimirse en 3D en lugar de obtenerlas.
Un pequeño esfuerzo de prototipo temprano fue el Ventilador Pandemic creado en algún momento en 2008 (según los comentarios más antiguos) durante el resurgimiento de la influenza aviar H5N1 que comenzó en 2003, y así llamado «porque está destinado a ser utilizado como un respirador de último recurso durante una posible pandemia de gripe aviar».
Un gran esfuerzo de diseño mundial comenzó durante la pandemia de coronavirus 2019-2020 después de que se inició un proyecto Hackaday para responder a la escasez esperada de ventiladores que causa una mayor tasa de mortalidad entre los pacientes graves.
El 20 de marzo de 2020, el Servicio de Salud de Irlanda comenzó a revisar los diseños. Se está diseñando y probando un prototipo en Colombia.
La empresa polaca Urbicum informa de pruebas exitosas de un prototipo de dispositivo de código abierto impreso en 3D llamado VentilAid. Los fabricantes lo describen como un dispositivo de último recurso cuando faltan equipos profesionales. El diseño está a disposición del público. El primer prototipo Ventilaid requiere aire comprimido para funcionar.
El 21 de marzo de 2020, el New England Complex Systems Institute (NECSI) comenzó a mantener una lista estratégica de diseños de código abierto en los que se está trabajando. El proyecto NECSI considera la capacidad de fabricación, la seguridad médica y la necesidad de tratar a pacientes en diversas condiciones, agilizando el tratamiento de problemas legales y políticos, logística y suministro. NECSI cuenta con científicos de Harvard y el MIT y otros que comprenden las pandemias, la medicina, los sistemas, el riesgo y la recopilación de datos.